# Юхари Аскіпара
Юхари Аскіпара (азерб. Yuxarı Əskipara, вірм. Վերին Ոսկեպար) — село в Азербайджані у Ґазахському районі, один з ексклавів територій Азербайджану у Вірменії. 8 червня 1992 року село було окуповане збройними силами Вірменії. Наразі село практично повністю зруйноване, залишились лише фундаменти та деякі нижні частини будинків.